# El patito feo (serie de televisión española)
El Patito feo es una serie animada española basada en el cuento homónimo escrito por Andersen, producida entre 1997 y 1998 por Neptuno Films y dirigida por Josep Viciana.

## Historia
La historia empieza con un grupo de animales congregados alrededor de Mitriani, un trovador que cuenta las aventuras del Patito Feo.

## Personajes

### Personajes fuera del cuento
- Mitriani: Es un gran animal con pelaje castaño y grandes dientes, lleva puesto un sombrero verde con una pluma amarilla y se identifica con el narrador del cuento.
- Winky: Es un sapo bebe, tiene unos ojos enormes azules y siempre va con un chupete rojo y unos pañales.
- Trepa: Es una ardilla
- Gruñón: es un conejo de ojos azules y pelaje gris y blanco que hace honor a su nombre.
- Torpón: Topo
- Caruso: Pájaro azul
- Pinchito: Puercoespín
- Patoso: Pato, ánade azulón.

### Personajes dentro del cuento
- Feo: protagonista de la historia.
- Nico: un cerdito, mejor amigo de Feo
- Apolo: un pato presumido que normalmente se presenta como el antagonista de Feo sobre todo en el amor.
- Ploff: un flamenco, el mejor amigo de Apolo y le acompaña en sus trastadas.
- Horrendus: una comadreja que siempre intenta hacer maldades en la granja de Feo con la ayuda de su secuaz Resbaladizo. Siempre va vestido con un sombrero de copa morado y una pajarita roja.
- Resbaladizo: el ayudante de Horrendus y también es una comadreja, es un personaje torpe. Va vestido con un pantalón azul y una gorra amarilla
- Sixto:un gran perro, también es un perro guardián como Calixto pero siempre se intenta escaquear de sus labores.
- Calixto: el perro azul con largas orejas, él es el perro guardián de la granja dónde vive Feo. Normalmente suele representar la voz de la cordura.
- Mariano: el gallo que despierta a la granja.
- Pitágoras: una cabra anciana profesor en la granja.
- Cati y Mario: son los padres de Feo y los cuatrillizos (Carlitos, Juanito, Paquito y Ricardito).

## Capítulos
1. El nacimiento
2. Aventura en el bosque
3. Incendio en la granja
4. La escuela
5. El entrenamiento
6. La gran prueba
7. Mil peligros
8. Los campeones
9. El libro de Merlín
10. Un viaje mágico
11. La caza
12. El patito enamorado
13. Solo bajo la Luna
14. Una patita en la granja
15. Un día feliz
16. La boda de Pati
17. El pollito gafe
18. La granja en peligro
19. La batalla final
20. El lago seco
21. El examen
22. El copión
23. La marcha de Feo
24. Rafting
25. La montaña de la calavera
26. Nico se enamora
27. El fantasma del lago
28. La cueva encantada
29. Un huevo de menos
30. Buscando el pasado
31. Terror en la mina
32. La carta falsa
33. Vamos de colonias
34. Los tres deseos
35. El bromista
36. La granja encantada
37. Un ladrón en la granja
38. El retorno de Pati
39. La película
40. La máquina de la discordia
41. La mancha tóxica
42. El oso incordioso
43. Vaya día
44. La llave de los secretos
45. El mago Zorco
46. El canto del gallo
47. El festival musical
48. Super Nico
49. El aullido del lobo
50. El robot policía
51. El pequeño blub
52. La montaña de los muñecos de nieve
53. Regalos de Navidad
54. Un final feliz
55. El usurero
56. Historia de Navidad
57. El dragón chino
58. Las plantas comeinsectos
59. ¡Socorro!
60. ¡Vaya pícnic!
61. La nave de los pingüinos
62. El rapto
63. Pobres comadrejas
64. El pariente
65. El alcalde de la granja
66. El cavernicola
67. El videojuego
68. La oruga Fea
69. Calixto millonario
70. Terror en la niebla
71. Los fantasmas del pantano
72. La granja loca
73. El tesoro del pirata
74. Los aventureros
75. El farsante
76. Concurso de genios
77. Vaya cacharros
78. Chiflados al volante
79. La loca carrera
80. Viaje al país de la música
81. Un rey en la granja
82. Concurso de cocina
83. Pánico en Alaska
84. Combate de boxeo
85. El cobarde
86. Nico y Feo detectives
87. El hada de la luna
88. El fauno enamorado
89. La princesa Fea
90. El bosque de los árboles vivientes
91. El chivato
92. Un problema de peso
93. Somos modernos
94. La caja de Pandora
95. El monstruo
96. La termita voraz
97. Esquivando todos los peligros
98. Una hora de terror
99. El dragón de San Lorenzo I
100. El dragón de San Lorenzo II
101. Los falsos Pitágoras
102. Viaje al país de la muerte
103. Los cazadores
104. Un cisne en la granja